# Chrysometa butamalal
Chrysometa butamalal là một loài nhện trong họ Tetragnathidae.
Loài này thuộc chi Chrysometa. Chrysometa butamalal được Herbert W. Levi miêu tả năm 1986.